# Joyent
Joyent Inc. es una empresa de software y servicios con sede en San Francisco, California. La empresa está especializada en virtualización de aplicaciones y computación en la nube. En junio de 2016 la compañía fue adquirida por Samsung Electronics.

## Servicios
Triton está diseñado para competir con otros servicios de computación en la nube del mercado tales como Amazon EC2 y ofrece infraestructura como servicio (IaaS) y plataforma como servicio (PaaS) para empresas.
La compañía dio servicio a Twitter en sus inicios. Otros clientes incluyen LinkedIn, Gilt Groupe, Kabam, o empresas del sector de los juegos en línea como THQ, Social Game Universe, y Traffic Marketplace.
En junio de 2013 Joyent lanzó un servicio de almacenamiento de objetos denominado Manta. En septiembre de 2013 lanzó un acuerdo de colaboración con el proveedor de equipamiento de red Riverbed para ofrecer un servicio de distribución de contenidos CDN. En febrero de 2014, Joyent anunció un acuerdo con Canonical para ofrecer máquinas virtuales Ubuntu.

## Software
Joyent utiliza y apoya proyectos de código abierto, incluyendo Node.js, Illumos y SmartOS. SmartOS es su propia distribución de Illumos, que incluye su versión del hipervisor KVM para ejecución de aplicaciones virtualizadas, DTrace para análisis y monitorización de sistemas, y el sistema de ficheros ZFS. La empresa liberó el código fuente de SmartOS en agosto de 2011.
Joyent también ofrece como código abierto el sistema de gestión de centros de datos denominado Triton DataCenter (anteriormente "Triton Enterprise", "SDC" o "SmartDataCenter"). Es una solución completa de gestión de un servicio cloud público o privado, que incluye virtualización de servidores y de red, operaciones y autogestión del servicio por parte de los clientes.

## Historia
Joyent fue fundada por David Paul Young en 2004 y constituida en julio de 2005 con Young como Executive Officer y Director. Parte de la financiación inicial fua aportada por Peter Thiel.
Uno de los primeros productos de la empresa fue una herramienta de colaboración en línea llamada Joyent Connector, una aplicación desarrollada en Ruby on Rails, que fue presentada en la Web 2.0 Conference en octubre de 2005,  lanzada en marzo de 2006, liberada como código abierto en 2007, y discontinuada en agosto de 2011.
En noviembre de 2005, Joyent se fusionó con TextDrive. Young se convirtió en el CEO de la nueva compañía, mientras que Dean Allen, CEO de TextDrive y residente en Francia, se convirtió en presidente y director de Joyent Europa.
Jason Hoffman (de TextDrive), como CTO de la nueva compañía, inició la transición del hosting de aplicaciones a los sistemas masivamente distribuidos, lo que condujo en un nuevo foco en los sistemas y servicios de computación en la nube. Allen dejó la compañía en 2007.
Young dejó la compañía en mayo de 2012, y Hoffman le sustituyó temporalmente como CEO hasta el nombramiento de Henry Wasik en noviembre de 2012. Hoffman abandonó el puesto de CTO en septiembre de 2013 para iniciar su carrera en Ericsson. Bryan Cantrill fue nombrado CTO en su lugar en abril de 2014, mientras que Mark Cavage asumió el puesto anterior de Cantrill como vicepresidente de ingeniería.
La empresa tiene una larga historia de adquisiciones y liquidaciones. En 2009, Joyent compró Reasonably Smart, una startup con servicios para la nube basados en Javascript y Git. También en 2009, vendió Strongspace y Bingodisk a ExpanDrive. En 2010, Joyent compró LayerBoom, una startup con sede en Vancouver que proporcionaba soluciones para gestión de máquinas virtuales en Windows y Linux.
En junio de 2016, Samsung anunció la compra de Joyent.

### Financiación
En 2004, TextDrive se consiguió autofinanciar a través de crowd funding: los clientes fueron invitados a invertir dinero a cambio de hosting gratuito para siempre. TextDrive y Joyent utilizaron esta forma de financiación en varias ocasiones para evitar acceder a fondos de capital riesgo. Joyent obtuvo fondos de capital riesgo por primera vez en noviembre de 2009 provenientes de Intel y Dell. Los primeros inversores institucionales de Joyent fueron El Dorado Ventures, Epic Ventures, Peter Thiel (Seed Round), Intel Capital (Series A, B Rounds), Greycroft Partners (Series A, B Rounds), Liberty Global (Series B Round). En una nueva ronda de financiación en enero de 2012, Joyent consiguió 85 millones de dólares adicionales de Weather Investment II, Accelero Capital, y Telefónica Digital. En octubre de 2014, Joyent consiguió 15 millones de dólares adicionales de los propios inversores (Series D).